# Kaat Beels
Kaat Beels (Lier, 2 mei 1974) is een Vlaams film- en televisieregisseur.
Beels studeerde film aan Sint-Lukas te Brussel.
Haar eerste kortfilm en tevens eindwerk van haar opleiding, Bedtime Stories werd in 1997 uitgebracht, haar tweede kortfilm, Cologne, met Geert Van Rampelberg en Sara De Roo is van 2004. In 2000 werkte ze mee aan het project Bruxelles mon amour, samen met Marc Didden en Peter Vandekerckhove.
Haar eerste eigen langspeelfilm Swooni verscheen in 2011, met hoofdrollen van Geert Van Rampelberg, Sara De Roo, Viviane De Muynck en Natali Broods.
Voor het televisieprogramma De Wereld Van Tarantino van Canvas draaide ze samen met Nathalie Basteyns de documentairefilm La Maison du Fada, over l'Unité d'Habitation een appartementsgebouw van Le Corbusier in Marseille. Het leidde tot de toekenning na een wedstrijd voor een opdracht voor een aantal architectuurdocumentaires voor de Belgische Nacht van de Architectuur, Bar Gitanes, I Spy, Mr. X-Ray, Taking Care en Trip (2007).
Voor één was ze tussen 2006 en 2008 een van de regisseurs van 16+. Voor VTM regisseerde ze samen met Nathalie Basteyns de televisieseries Jes (2009) en Clan (2012). Voor Jes schreven ze ook het scenario. In 2013 regisseerde ze enkele afleveringen uit het vijfde seizoen van Vermist. Samen met Nathalie Basteyns regisseerde ze in 2017 het aangrijpend drama Façades met Natali Broods en Johan Leysen in de hoofdrollen (vader-dochter).
Bedtime Stories won in 1998 op het festival van Brussel de Sabamprijs voor beste kortfilm. In 2004 ontving ze op het Internationaal Kortfilmfestival Leuven de Prijs van de jury voor beste Vlaamse fictiefilm voor haar kortfilm Cologne, van het Internationaal filmfestival van Vlaanderen-Gent zelf ontving ze ook de kortfilmprijs in 2004. De film werd ook bekroond op het Londense Bird's Eye View en op het festival van Clermont-Ferrand. Het jaar nadien werd ze met Cologne genomineerd voor de Joseph Plateauprijs. Swooni werd in 2011 genomineerd voor de Gold Hugo op het Chicago International Film Festival. Laatste film: Façades
- Bibliothèque nationale de France: cb159080579 (data)
- Gemeinsame Normdatei: 1062027159
- International Standard Name Identifier: 0000 0000 0251 3978
- Système universitaire de documentation: 244067589
- Virtual International Authority File: 66803983
- WorldCat: E39PBJkxGWfJVKkJtqmFcpP4v3